# Victor Edvardsen
 (mars 2023).
Victor Edvardsen, né le 14 janvier 1996 à Göteborg en Suède, est un footballeur international suédois qui joue au poste d'attaquant au Go Ahead Eagles.
Edvardsen joue successivement pour l'Utsiktens BK, l'Elverum IL, le Stenungsunds IF, l'IK Oddevold, le Karlstad BK, le Degerfors IF et le Djurgårdens IF,.

## Biographie
Le 8 janvier 2022, Victor Edvardsen s'engage avec le Djurgårdens IF.

## Palmarès
Go Ahead Eagles
- Coupe des Pays-Bas (1) :
  - Vainqueur en 2025[4],[5]